# Brooklyn (Iowa)
Brooklyn es una ciudad situada en el Condado de Poweshiek, en el estado de Iowa, Estados Unidos. Según el censo de 2010 tenía una población de 1.468 habitantes.

## Geografía
Según la Oficina del Censo de los Estados Unidos, la localidad tiene un área total de 3,2 km², la totalidad de los cuales 3,2 km² corresponden a tierra firme.

## Demografía
Según el censo de 2010, había 1468 personas residiendo en la localidad. La densidad de población era de 458,75 hab./km². Había 665 viviendas con una densidad media de 207,81 viviendas/km². El 95,1% de los habitantes eran blancos, el 0,75% afroamericanos, el 0,27% asiáticos, el 2,86% de otras razas, y el 1,02% pertenecía a dos o más razas. El 3,95% de la población eran hispanos o latinos de cualquier raza.